# Мазанов, Георгий Васильевич
Георгий Васильевич Мазанов (27 октября (8 ноября) 1912, Константиновка, Российская империя — 15 января 2005, Москва, Россия) — советский футболист и тренер, мастер спорта СССР (1941), Заслуженный тренер РСФСР (1964), Заслуженный работник физической культуры РСФСР.

## Биография

### Карьера игрока
Родился в городке Константиновка в Донбассе в многодетной семье, где был младшим, тринадцатым ребёнком. Ещё в подростковом возрасте, вслед за отцом и старшими братьями, пошёл работать на местный стекольный завод. В середине 1920-х годов увлёкся футболом. Играл за принимавшую участие в городских соревнованиях команду «Химик». Осенью 1936 года получил приглашение перейти в луганский «Дзержинец», в котором играющим тренером был Иван Кладько. Через год перешёл в «Стахановец» Сталино, выступавший в группе «А» чемпионата СССР. Там Мазанов, игравший на позиции крайнего защитника, стал лидером оборонительных порядков команды, одним из её лучших футболистов довоенного периода, с 1939 года был капитаном команды, стал единственным игроком, который отыграл без замен во всех поединках команды в первой группе, начиная с 1938 года и до июня 1941. В апреле 1941 года, Мазанову одному из первых в истории команды было присвоено звание мастера спорта СССР. Но вскоре чемпионат из-за начавшейся войны был прерван.

Атлетически сложенный, отличался хорошей позиционной игрой, умело действовал в отборе мяча, был полезен в подыгрыше партнёрам.— 
В 1944 году тренировавший московские «Крылья Советов» Абрам Дангулов, хорошо знавший возможности защитника ещё по совместной работе в довоенном «Стахановце», пригласил Мазанова в свою команду, где тот впоследствии отыграл четыре сезона, вплоть до расформирования коллектива.

### Карьера тренера
Зимой 1949 года Мазанов поступил учиться в школу тренеров при ГЦОЛИФК. Весной того же года был назначен старшим тренером «Шахтёра» Сталино, который к тому времени снова выступал в первой группе. Дебютный сезон в роли наставника команды для Мазанова сложился неудачно. Костяк команды, составленный из опытных футболистов, зачастую старших за самого тренера и молодых игроков, стабильной игры не показывал. В итоге горняки заняли последнее 18 место.
Следующей командой в карьере тренера стал новосозданный «Большевик» Сталинабад, стартовавший в классе «Б» сезона 1950 года. Но коллектив, собранный за несколько недель до старта первенства, занял последнее место и лишился статуса команды мастеров. В следующем сезоне Сталинабад в классе «Б» представляло «Динамо» — чемпион и обладатель Кубка Таджикистана. Возглавить динамовцев было поручено Мазанову, который незадолго до этого с отличием окончил школу тренеров. Команда заняла 15 место среди 18 команд. По окончании чемпионата Мазанов покинул коллектив, а через год прекратила своё существование и команда.
В 1952 году Мазанов тренировал армейцев из Свердловска, а в 1953 году возглавил кишинёвский «Буревестник». В ноябре 1955 года принял таганрогское «Торпедо», с которым победил в первенстве РСФСР и вывел команду в класс «Б», где дважды становился серебряным призёром зонального турнира. Позже возглавлял ряд команд РСФСР — «Знамя Труда» в 1961 году, «Ростсельмаш» — с 1962 года по июль 1963, «Трактор» (Сталинград).
В 1963 году окончил ГЦОЛИФК.
С 1965 по 1970 год работал в Федерации футбола РСФСР. В 1971 году вернулся к тренерской деятельности, возглавив саратовский «Сокол», но из-за внутрикомандных разногласий в середине сезона покинул клуб и следующих полгода провёл в таганрогском «Торпедо», которое в конце года было расформировано. В сезоне 1972 года работал в Узбекистане, на должности начальника команды «Зарафшан» Навои. В 1974—1975 годах тренировал тульский «Металлург», позже сменивший название на «Машиностроитель».
В 1977—1980 годах был тренером и консультантом сборной СССР, составленной из футболистов с ограниченным слухом. В 1980 году был избран заместителем председателя спортивно-технической комиссии Федерации футбола РСФСР. Инспектировал матчи второй лиги.

## Семья
- Виктор Мазанов (род. 1947) — сын, советский пловец, двукратный чемпион Европы (1966, 1970), многократный призёр Олимпийских игр (1968, 1972).